# کایل مک فادزین
کایل مک فادزین (انگلیسی: Kyle McFadzean؛ زادهٔ ۲۸ فوریهٔ ۱۹۸۷) بازیکن فوتبال اهل بریتانیا است.
از باشگاه‌هایی که در آن بازی کرده‌است می‌توان به باشگاه فوتبال شفیلد یونایتد، باشگاه فوتبال میلتون کینز دونز، باشگاه فوتبال آلفرتون تاون، و باشگاه فوتبال کراولی تاون اشاره کرد.